# Projectie van Aitoff-Hammer
De projectie van Aitoff-Hammer of de projectie van Hammer is een ellipsvormige kaartprojectie (1892) gebaseerd op de azimutale projectie van Lambert. De bedenker, Ernst Hammer, werd geïnspireerd door David Aitoff, die in 1889 een ellipsvormige kaart ontwierp op basis van een equidistante azimutale projectie.  De projectie kan onder veel namen gevonden worden: Hammerprojectie, Hammer-Aitoff en Aitoff-Hammer, waarbij Aitoff ook gespeld kan worden als Aitof, Aitow en Aitov. 
Geometrisch gezien wordt de hele aardbol geprojecteerd op de helft van een bol met tweemaal zo groot oppervlak. Deze halve bol wordt in het platte vlak geprojecteerd met genoemde projectie van Lambert, waarna de projectie horizontaal uitgerekt en verticaal ingedeukt wordt om een onvervormd centrum te verkrijgen. Projecties worden dubbelprojecties genoemd als de aarde, zoals Aitoff en Hammer deden, eerst op een andere ruimtelijke figuur wordt geprojecteerd en vervolgens in het platte vlak wordt geprojecteerd. De Armadillopojectie is zo'n dubbelprojectie.
De Hammerprojectie heeft vele eveneens vlakware nazaten, waarvan een projectie van Eckert-Greifendorff uit 1935 en de Wagner-VII-projectie uit 1941 de oudste zijn.   
Andere oppervlaktegetrouwe kaarten:
- oppervlaktegetrouwe cilinderprojectie
- sinusoïdeprojectie